# جامعة خاركوف الوطنية الطبية
جامعة خاركوف الوطنية الطبية (بالأوكرانية: Харківський національний медичний університет)، أُنشِئت الجامعة تحت اشراف القيصر الروسي أليكساندر الأول عام 1805، وتعتبر واحدة من أقدم الجامعات الطبية في أوكرانيا تقع في مدينة خاركيف.

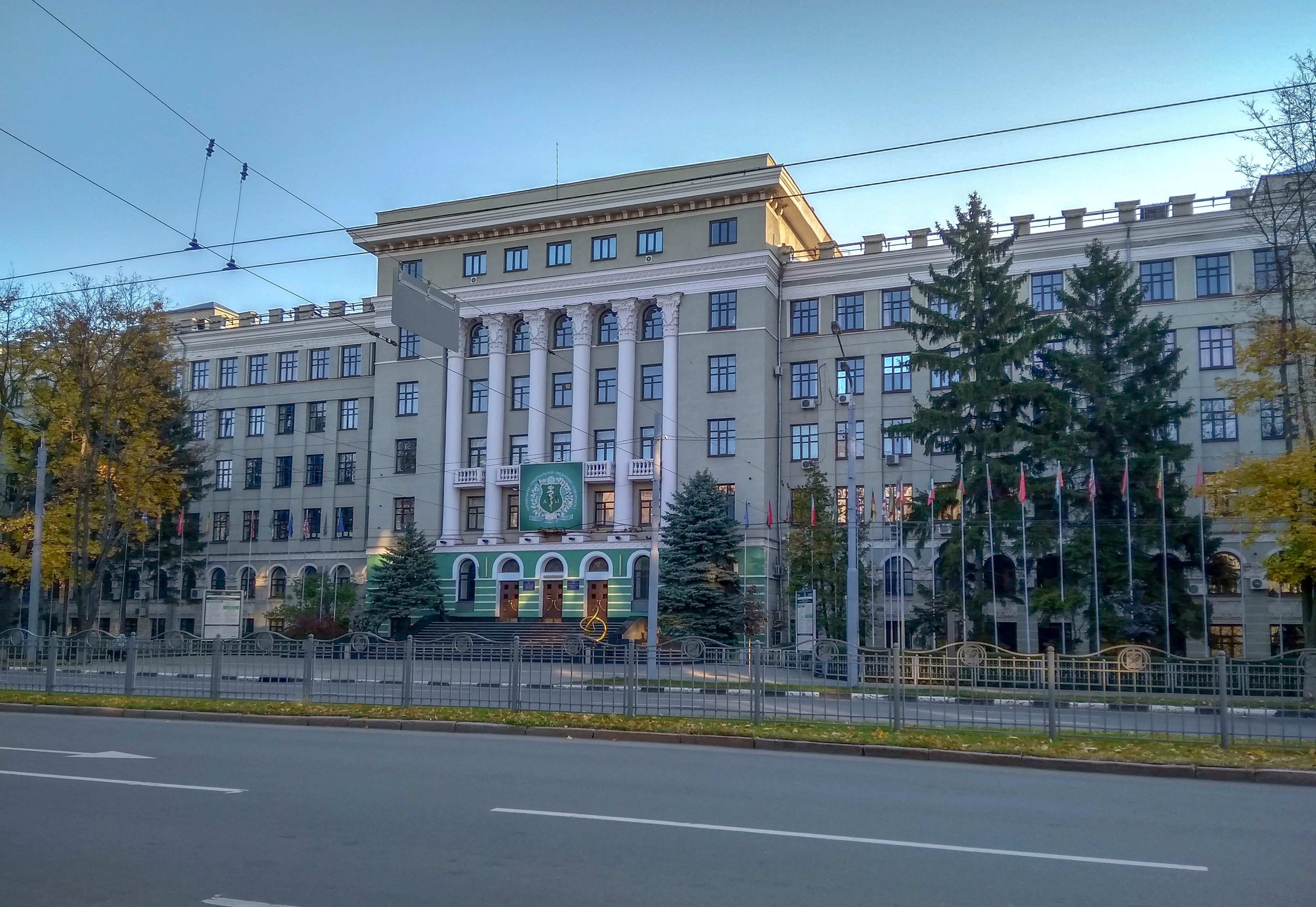
جامعة خاركوف الوطنية الطبية.

بدأت الجامعة تدرب العاملين في المجال الطبي في أوروبا الشرقية والصين ومنغوليا في عام 1951. ثم في عام 1961، بدأت تدرب طلابًا من بلدان أخرى في آسيا وإفريقيا وأمريكا اللاتينية. في الوقت الحاضر، هناك حوالي 3400 طالب أجنبي في جامعة خاركيف. دربت الجامعة أكثر من 5000 متخصص في 86 دولة من أوروبا وآسيا وأمريكا اللاتينية وبلدان الشرق الأوسط.

## الكليات
- الكلية التحضيرية
- الطب العام
- طب الأسنان
- التمريض
- الدراسات العليا